# Квецко Дмитро Миколайович
Квецко Дмитро Миколайович (8 листопада 1935, Слобода-Болехівська, Долинський район, Івано-Франківська область — 15 жовтня 2010, там само) — український дисидент, лідер й ідеолог підпільної націоналістичної організації «Український національний фронт», багаторічний радянський політв'язень. Почесний громадянин Долини.

## Біографія
Народився в сім'ї селян-бідняків. Рано осиротів. Родичі були в УПА.
1953 року після закінчення середньої школи у с. Витвиця працював бібліотекарем.
1954 року вступив на заочне відділення історичного ф-ту Львівського університету.
Протягом 1954–1957 років проходив строкову військову службу в радянській армії.
1963 року закінчив історичний факультет Львівського університету, працював учителем, завучем у школах Долинського району.
1964 року разом з З. Красівським створив підпільну націоналістичну організацію «Український національний фронт» (УНФ).
Уже з самого початку діяльності УНФ Д. Квецко сформулював такі основні принципи організації: боротьба за повну незалежність України, дотримання прав і свобод людини, проведення широких соціальних і економічних перетворень, які б реально покращили добробут населення.
До УНФ увійшло понад два десятки осіб із декількох областей України, в тому числі З. Красівський, Я. Лесів, М. Дяк. УНФ проіснував до 1967 року.
Початком активної діяльності УНФ слід вважати осінь 1964 р., коли Д. Квецко разом із З. Красівським розпочали видання підпільного часопису «Воля і Батьківщина», перший номер якого було набрано на друкарській машинці у жовтні в будинку З. Красівського. Там було набрано і ще кілька номерів журналу. Проте вже в 1965 р., побоюючись обшуку і провалу організації, видання журналу було перенесено у важкодоступне місце в горах, де Д. Квецко разом з Д. Юсипом обладнали підземну криївку на зразок тих, якими користувалися члени ОУН і УПА в 40–50‒х роках. Усього ж за час активної діяльності УНФ було надруковано 16 номерів часопису «Воля і Батьківщина», кожен з яких друкувався авторами у шести примірниках, а згодом уже будь‒якими доступними способами розмножувався членами підпільних груп УНФ.
Члени УНФ поширили кількасот власних брошур і листівок у різних областях України (виготовлялися їх на друкарській машинці в помешканнях і в бункері, облаштованому Квецком у Карпатах). Поширювали також знайдену пропагандистську літературу ОУН.
Д. Квецко був автором більшості статей, написав документи «Програмові вимоги УНФ» і «Наші завдання». Проект програми витікав із положень Програми ОУН(б), прийнятої на її III Зборі. Становище України в документах оцінювалося як колоніальне. Відкидаючи комуністичну доктрину і практику, Д. Квецко вважав, що у вільних країнах Заходу відбувається соціалізація громадських виробничих відносин. Для України він пропонував незалежний самостійний розвиток у вигляді «народного соціалізму», дуже близького до реалій західноєвропейської соціал-демократії.
Від імені УНФ властям УРСР і СРСР були надіслані документи «Меморандум 23 з'їздові КПРС» і «Заява УНФ» з політичними вимогами організації (дійшли до адресатів).
Заарештований 21 березня (інша версія — 23 березня) 1967 року. Показів не давав.
27 листопада того ж року на закритому виїзному засіданні Верховного Суду УРСР в Івано-Франківську був засуджений за звинуваченням у «зраді Батьківщини» та створенні антирадянської організації за ст. 56 і 64 КК УРСР до 20 років позбавлення волі з утриманням перших 5 років у тюрмі (відбував їх у Владимирському централі), 10 років виправної трудової колонії суворого режиму (у 1972–1975 рр. його утримували в таборі ЖХ-385/17-А в Мордовії, потім у Пермських таборах) і ще 5 років після цього був на засланні (м. Чуна, Іркутська область).
У таборах проводив акції протесту, голодування, писав політичні заяви, брав участь у передачі матеріалів з ув'язнення на волю.
У червні 1987 року вийшов на волю і повернувся на батьківщину. Перебував під наглядом КГБ. Попри це, відновив підпільну діяльність — друкував позацензурні машинописні часописи «Оновлення-87» (5 чисел), «Гомін перебудови» (2 числа), «Альтернатива» (до проголошення незалежності України — 58 чисел).
Останні роки прожив у рідному селі, де й похований.